# 5SOS5
5SOS5 es el quinto álbum de estudio y primer álbum homónimo de la banda de pop-rock australiana 5 Seconds of Summer, cuyo lanzamiento fue el 23 de septiembre de 2022 a través de BMG Rights Management. Fue precedido por el lanzamiento de los sencillos "Complete Mess", "Take My Hand" y "Me Myself & I". La lista de canciones se reveló el 10 de mayo de 2022, mientras que el álbum se anunció junto con el lanzamiento de "Me Myself & I" el 11 de mayo de 2022.
La banda promocionó el álbum durante la gira Take My Hand World Tour, que comenzó oficialmente en Dublín el 3 de abril de 2022. "Easy for You to Say" y "Blender" se interpretaron por primera vez en directo durante la gira. Se promocionará aún más con The 5 Seconds of Summer Show Tour, que comenzará en Sudamérica en julio de 2023.

## Antecedentes
La banda pasó dos años trabajando en el álbum, comenzando después del lanzamiento de Calm en 2020. Luke Hemmings calificó el contenido lírico escrito para el álbum como "extremadamente introspectivo". La banda escribió y produjo la mayor parte del álbum ellos mismos, incluidos los dos primeros sencillos, "Complete Mess" y "Take My Hand".

## Promoción

### Sencillos
El sencillo principal del álbum, "Complete Mess", se lanzó el 2 de marzo de 2022. Alcanzó el puesto 85 en el Billboard Hot 100 en abril de 2022.
El segundo sencillo, "Take My Hand", siguió el 1 de abril de 2022 y se ubicó en el puesto 72 en Irish Singles Chart.
El tercer sencillo "Me Myself & I" se lanzó junto con el anuncio del álbum el 11 de mayo de 2022. Alcanzó el puesto 90 en la lista de sencillos de ARIA.
El cuarto sencillo "Blender" se publicó sin previo aviso el 13 de julio de 2022, después de que la banda empezara a interpretarlo en directo en la gira Take My Hand.
El quinto sencillo "Older" con Sierra Deaton fue lanzado el 7 de septiembre de 2022, después de que la banda publicara un fragmento de Hemmings cantando "Older" en sus páginas de redes sociales el día anterior; sin embargo, no se anunció que la canción sería lanzada al día siguiente. Un vídeo de la canción, con un escenario del fin del mundo, fue lanzado el 18 de octubre de 2022.

## Recepción
Matt Collar, de AllMusic, concedió al álbum 4 de 5 estrellas y escribió que "gran parte del álbum recuerda al pop atmosférico característico de The Weeknd, canciones llenas de anhelo, arrepentimiento trasnochado y espiritualidad modern-rock". Elogió las canciones "Complete Mess", "Me Myself & I", "Take My Hand" y "Bad Omens". Clash calificó el álbum de 5 Seconds of Summer como "el trabajo más cohesivo e impresionante hasta la fecha". Cara-Louise Scott de The Indiependent lo elogió como "un álbum maravillosamente hecho a mano, que simboliza once años de experiencia musical de la banda"."
El álbum debutó en el número dos del Billboard 200 con 48.000 Unidades equivalentes de álbumes vendidas en su primera semana en Estados Unidos, incluyendo 36.000 en ventas puras de álbumes. El álbum llegó al top 10 en otros diez países, incluyendo el número uno en el Reino Unido y Australia.

## Lista de canciones
| 5SOS5 track listing |                                      |                     |          |  |
| N.º                 | Título                               | Producer(s)         | Duración |  |
| 1.                  | «Complete Mess»                      | Clifford            | 3:26     |  |
| 2.                  | «Easy for You to Say»                | Clifford            | 4:00     |  |
| 3.                  | «Bad Omens»                          | Evigan              | 3:35     |  |
| 4.                  | «Me Myself & I»                      | Bellion             | 2:57     |  |
| 5.                  | «Take My Hand» (Joshua Tree version) | Clifford            | 4:57     |  |
| 6.                  | «Carousel»                           | Clifford            | 3:56     |  |
| 7.                  | «Older» (con Sierra Deaton)          | Clifford            | 3:17     |  |
| 8.                  | «Haze»                               | 5 Seconds of Summer | 3:33     |  |
| 9.                  | «You Don't Go to Parties»            | Colin Brittain      | 3:15     |  |
| 10.                 | «Blender»                            | Thomas              | 2:27     |  |
| 11.                 | «Caramel»                            | Feldmann            | 3:10     |  |
| 12.                 | «Best Friends»                       | Feldmann            | 3:11     |  |
| 13.                 | «Bleach»                             | Wylie Hopkins       | 3:01     |  |
| 14.                 | «Red Line»                           | Clifford            | 3:23     |  |
| 48:08               |                                      |                     |          |  |

| Deluxe edition bonus tracks |              |             |          |  |
| N.º                         | Título       | Producer(s) | Duración |  |
| 15.                         | «Moodswings» | Clifford    | 2:34     |  |
| 16.                         | «Flatline»   | Sly         | 3:03     |  |
| 17.                         | «Emotions»   | Clifford    | 3:18     |  |
| 18.                         | «Bloodhound» | Clifford    | 3:22     |  |
| 19.                         | «Tears!»     | Brittain    | 3:27     |  |
| 63:52                       |              |             |          |  |

| Japanese edition bonus track |                                    |          |  |
| N.º                          | Título                             | Duración |  |
| 20.                          | «Complete Mess» (acoustic version) | 2:52     |  |
| 66:44                        |                                    |          |  |

Notas
- "Complete Mess", "Carousel", "Haze", "Blender", & "Tears!" están escritas en letra mayúscula.

## Personal
5 Seconds of Summer
- Luke Hemmings - guitarra, voz principal (pistas 1-8, 10-16, 18), teclados (pistas 1-6, 8, 10-13, 15-19), coros (pistas 1-6, 8-15, 17-19), productor (pista 8[18]), instrumentación (pistas 5, 8[18]), programador (pistas 5, 8[18])
- Michael Clifford - guitarra (pistas 1-2, 4-19), voz principal (pistas 1-2, 10, 12-13, 15, 17-18), teclados (pistas 1-6, 8, 10-13, 15-19), coros (pistas 1-6, 8-19), productor (pistas 1-2, 5-8,[18] 12-15, 17-18), instrumentación (pistas 1-2, 5-8,[18] 12, 14-15, 17-18), programador (pistas 1-2, 5-8,[18] 12-15, 17-18), productor vocal (pista 4)
- Calum Hood - bajo, voz principal (pistas 1, 6, 8-10, 13, 15, 18), guitarra (pista 11), teclados (todas las pistas), coros (pistas 1-6, 8-19), productor (pista 8[18]), instrumentación (pista 8[18]), programador (pista 8[18])
- Ashton Irwin - batería, voz principal (pistas 8-9, 11, 19), teclados (pistas 1-6, 8-13, 15-19), coros (pistas 1-6, 8-19), productor (pista 8[18]), instrumentación (pista 8[18]), programador (pista 8[18])

Músicos adicionales
- James Abrahart - voz de fondo (pista 3)
- Colin "Doc" Brittain - teclados (pista 9)
- Sierra Deaton - voz principal (pista 7)
- Jason Evigan - guitarra (pista 3), sintetizador (pistas 3-4)
- Elijah Noll - coros (pista 19)
- Michael Pollack - teclados (pista 7)
- Jacob Scesney - saxofón (pista 10)
- Sly - teclados (pista 16)
- Mark Schick - guitarra (pista 3)
- Peter Thomas - teclados (pista 10), coros (pista 10)

Personal técnico
- Neal Avron - ingeniero (pistas 1, 5-6)
- Courtney Ballard - ingeniero (pista 2)
- Jon Bellion - productor (pista 4)
- Chris Bennion - ingeniero asistente de mezcla (pista 2)
- Michael Bono - ingeniero (pista 11)
- Bryce Bordone - asistente de mezcla (pistas 4, 16)
- Colin "Doc" Brittain - productor (pistas 9, 19), instrumentación (pistas 9, 19), programador (pistas 9, 19), productor vocal (pistas 9, 19)
- Zander Caruso - producción adicional (pistas 6-7), instrumentación (pista 7), programador (pista 7), programador adicional (pista 17), programador de batería (pistas 15, 17)
- Lionel Crasta - ingeniero (pistas 3-4), productor vocal (pistas 3-4)
- Tommy Dietrick - ingeniero
- Jason Evigan - productor (pistas 3-4), programador de batería (pistas 3-4), productor vocal (pista 3)
- Rafael Fadul - ingeniero (pistas 3-4)
- John Feldmann - productor (pistas 11-12), instrumentación (pista 11), programador (pista 11)
- Michael Freeman - ingeniero (pistas 8, 12, 15, 17, 19)
- Chris Gehringer - ingeniero (pistas 1-19)
- Serban Ghenea - ingeniero (pistas 4, 16)
- Eli Heisler - asistente de mezcla (pista 7)
- Cameron Hogan - ingeniero (pistas 3-4)
- Wylie Hopkins - productor (pista 13), instrumentación (pista 13), programador (pista 13)
- Andy Inadomi - ingeniero (pistas 7, 15)
- Chris Kasych - ingeniero (pistas 2, 4-6, 8, 12-14)
- James Krausse - ingeniero (pista 2)
- Rob Kinelski - ingeniero (pista 7)
- Kevin McCombs - ingeniero (pista 9, 19), producción adicional (pistas 9, 19)
- Dylan McLean - ingeniero (pistas 11-12)
- Jacob Munk - ingeniero (pistas 1-2, 6, 18-19)
- Pete Nappi - productor (pista 4)
- Tim Nelson - producción adicional (pista 1)
- Chris "Tek" O'Ryan - productor vocal (pista 1)
- Matthew Pauling - productor (pista 8), ingeniero (pistas 2-6, 8, 10, 15-16), instrumentación (pista 8), programador (pista 8), productor vocal (pista 6)
- Jackson Rau - ingeniero (pistas 3-4)
- Scott Skrzynski - asistente de mezcla (pistas 1, 5-6)
- Tyler Spry - producción adicional (pistas 2, 18)
- Sly - productor (pista 16), ingeniero (pista 16), instrumentación (pista 16), programador (pista 16)
- Spike Stent - ingeniero (pistas 2-3, 9-11, 13-14, 18)
- Scott Stewart - ingeniero (pistas 11-12)
- Peter Thomas - productor (pista 10), ingeniero (pista 10), programador de batería (pista 10)
- Josh Thornberry - ingeniero (pistas 11-12)
- Jake Torrey - producción adicional (pista 10)
- Matt Wolach - asistente de mezcla (pistas 2-3, 9-11, 13-14, 18)
- Rami Yacoub - productor (pista 16), ingeniero (pista 16), instrumentación (pista 16), programador (pista 16)

## Posicionamiento

### Weekly charts
| Listas (2022)                       | Posiciones |
| ----------------------------------- | ---------- |
| Australia (ARIA)                    | 1          |
| Austria (Ö3 Austria)                | 9          |
| Bélgica (Ultratop Flandes)          | 5          |
| Bélgica (Ultratop Valonia)          | 13         |
| Canadá (Billboard Canadian Albums)  | 3          |
| Dinamarca (Hitlisten)               | 32         |
| Países Bajos (Album Top 100)        | 1          |
| Finlandia (Suomen virallinen lista) | 33         |
| Francia (SNEP)                      | 56         |
| Alemania (Offizielle Top 100)       | 5          |
| Hungría (MAHASZ)                    | 38         |
| Irlanda (OCC)                       | 12         |
| Italia (FIMI)                       | 28         |
| Nueva Zelanda (RMNZ)                | 3          |
| Noruega (VG‑lista)                  | 15         |
| Polonia (ZPAV)                      | 6          |
| Portugal (AFP)                      | 14         |
| Escocia (Scottish Albums Chart)     | 1          |
| España (Promusicae)                 | 15         |
| Suiza (Schweizer Hitparade)         | 16         |
| Reino Unido (UK Albums Chart)       | 1          |
| Reino Unido (UK Independent Albums) | 1          |
| Estados Unidos (Billboard 200)      | 2          |

### Year-end charts
| Chart (2022)                       | Position |
| ---------------------------------- | -------- |
| Australia Australian Artist (ARIA) | 35       |

## Historial de lanzamiento
| Región | Fecha                    | Formato(s) | Edition(s) | Discográfica | Ref.                               |
| ------ | ------------------------ | ---------- | ---------- | ------------ | ---------------------------------- |
| Varios | 23 de septiembre de 2022 | Cassette   | Standard   | BMG          | [ 42 ] [ 43 ] [ 44 ] [ 45 ] [ 46 ] |
| Varios | 23 de septiembre de 2022 | CD         | Deluxe     | BMG          | [ 47 ]                             |